# Jererouks basilika
Jererouks basilika (ibland Jererojk eller Ererouk) är en kyrkobyggnad från 300- och 400-talet i staden Anipemza i provinsen Sjirak i Armenien, 8 km sydost om den forntida Armeniska huvudstaden Ani.
Basilikan är en av de tidigaste kristna monumentala byggnaderna i Armenien, den främsta orsaken till att den satts upp på Armeniens förhandslista (tentativa lista) över framtida världsarvsnomineringar. Kyrkan tros vara från 400-talet, möjligen från senare delen av 300-talet, och är idag i mycket dåligt skick.

## Bilder

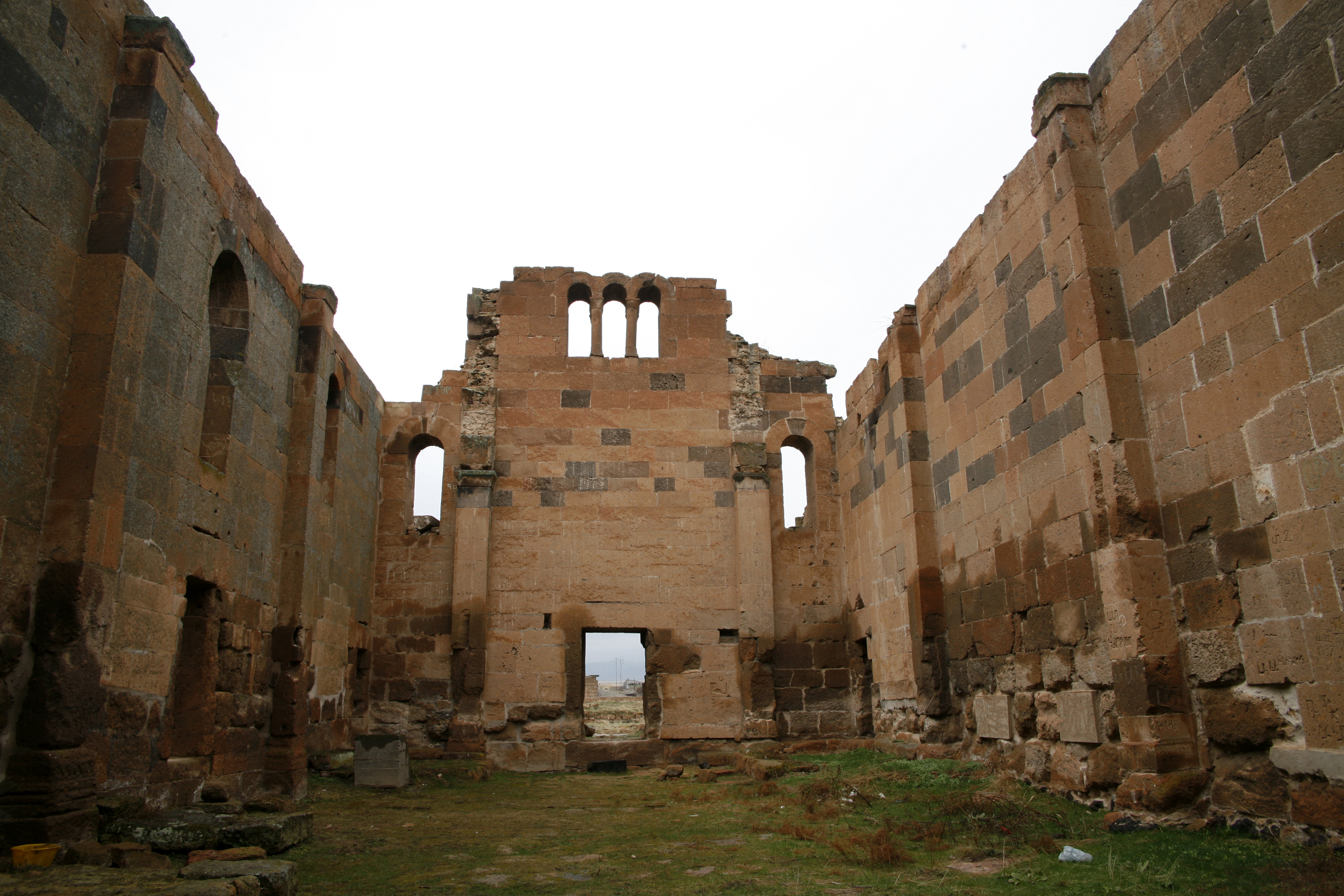
Interiör.
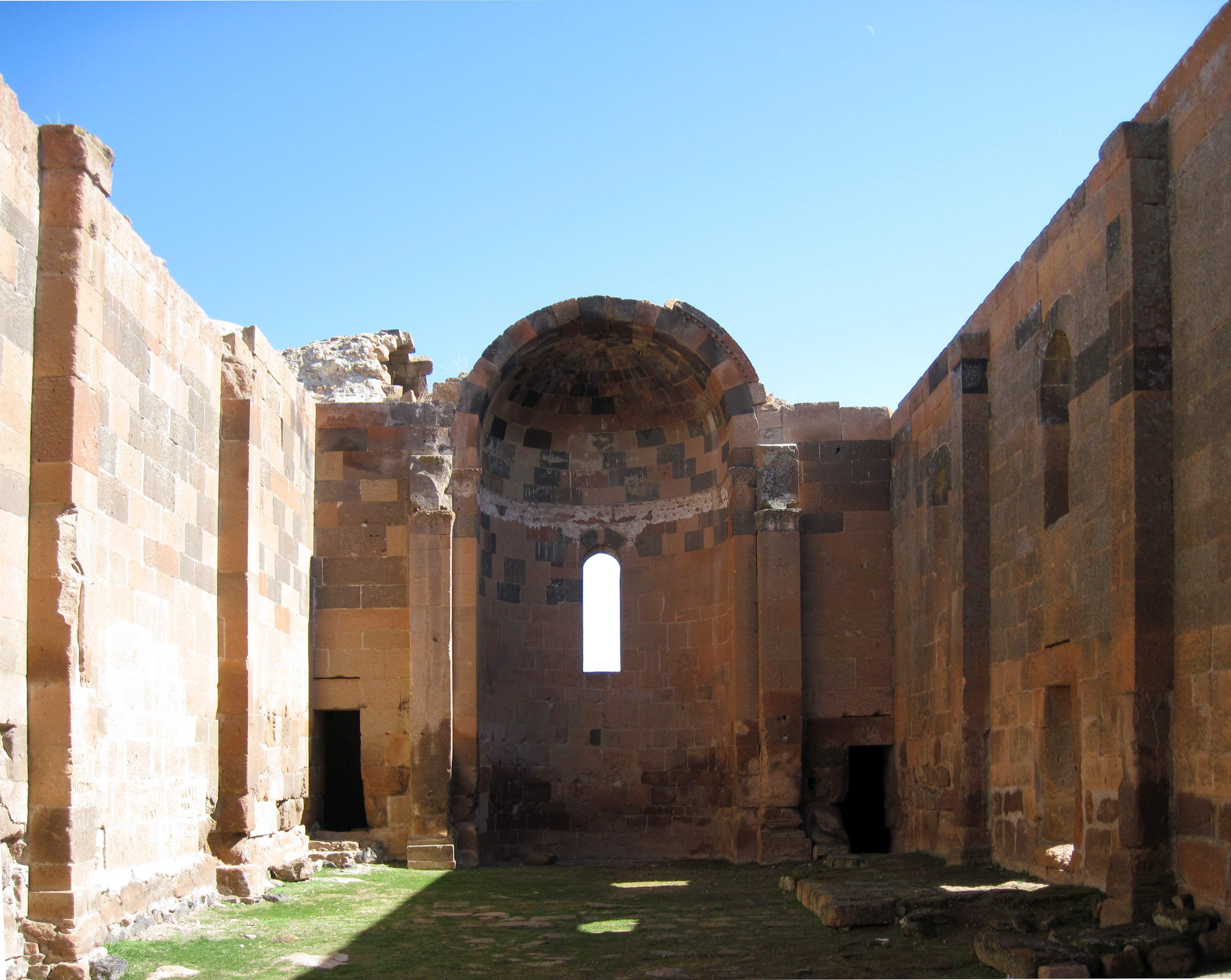
Interiör.